# ليراتو تشابانغو
ليراتو تشابونغو (بالإنجليزية: Lerato Chabangu)‏ من مواليد 15 أغسطس 1985 في تمبيسا في جنوب أفريقيا، لاعب كرة قدم جنوب أفريقي.
بدأ مسيرته الكروية مع نادي جامعة بريتوريا، ولعب معهم حتى عام 2005، ومنذ عام 2005 وهو يلعب مع نادي ميملودي صنداونز.
منذ عام 2005 وهو يلعب مع منتخب جنوب أفريقيا لكرة القدم.

## روابط خارجية
- ليراتو تشابانغو على موقع قاعدة بيانات كرة القدم.إي يو (الإنجليزية)
- ليراتو تشابانغو على موقع ناشيونال فوتبول تيمز (الإنجليزية)
- ليراتو تشابانغو على موقع Soccerway.com (الإنجليزية)
- ليراتو تشابانغو على موقع كووورة